# Гай Целій Руф (консул-суффект 4 року до н.е.)
Гай Целій Руф (лат. Gaius Caelius Rufus) — політичний діяч ранньої Римської імперії, консул-суффект 4 року до н. е.

## Життєпис
Походив з плебейського роду Целіїв, його гілки Руфів. Син Гая Целія Руфа, народного трибуна 51 року до н. е. Відомостей про нього вкрай мало. 4 року до н. е. його обрано консулом-суффектом після ординарного консула Гая Кальвізія Сабіна.

## Родина
- син або небіж Гай Целій Руф, консул 17 року